# Mycowinteria anodonta
Mycowinteria anodonta är en lavart som först beskrevs av William Nylander och  som fick sitt nu gällande namn av Martha Allen Sherwood och Jean R. Boise. 
Mycowinteria anodonta ingår i släktet Mycowinteria och familjen Protothelenellaceae. Arten är reproducerande i Sverige.